# Tegenaria domestica
Tegenaria domestica es una araña araneomorfa de la familia Agelenidae. Es cosmopolita. Construyen telarañas en forma de sábana, que en los edificios se sitúan normalmente en las esquinas de las habitaciones. Este es el lugar más fácil para la sujeción de la tela, así como para ubicar su típico refugio en forma de embudo. El refugio se construye en un lugar protegido (un agujero o grieta), mientras que el resto de la tela puede extenderse bastante en la habitación. Inmóviles en su refugio es donde estas arañas, de hábitos nocturnos, pasan la mayor parte del tiempo.

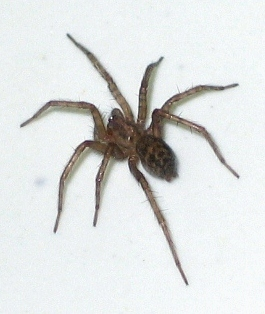
Una "Tegenaria domestica" hembra.

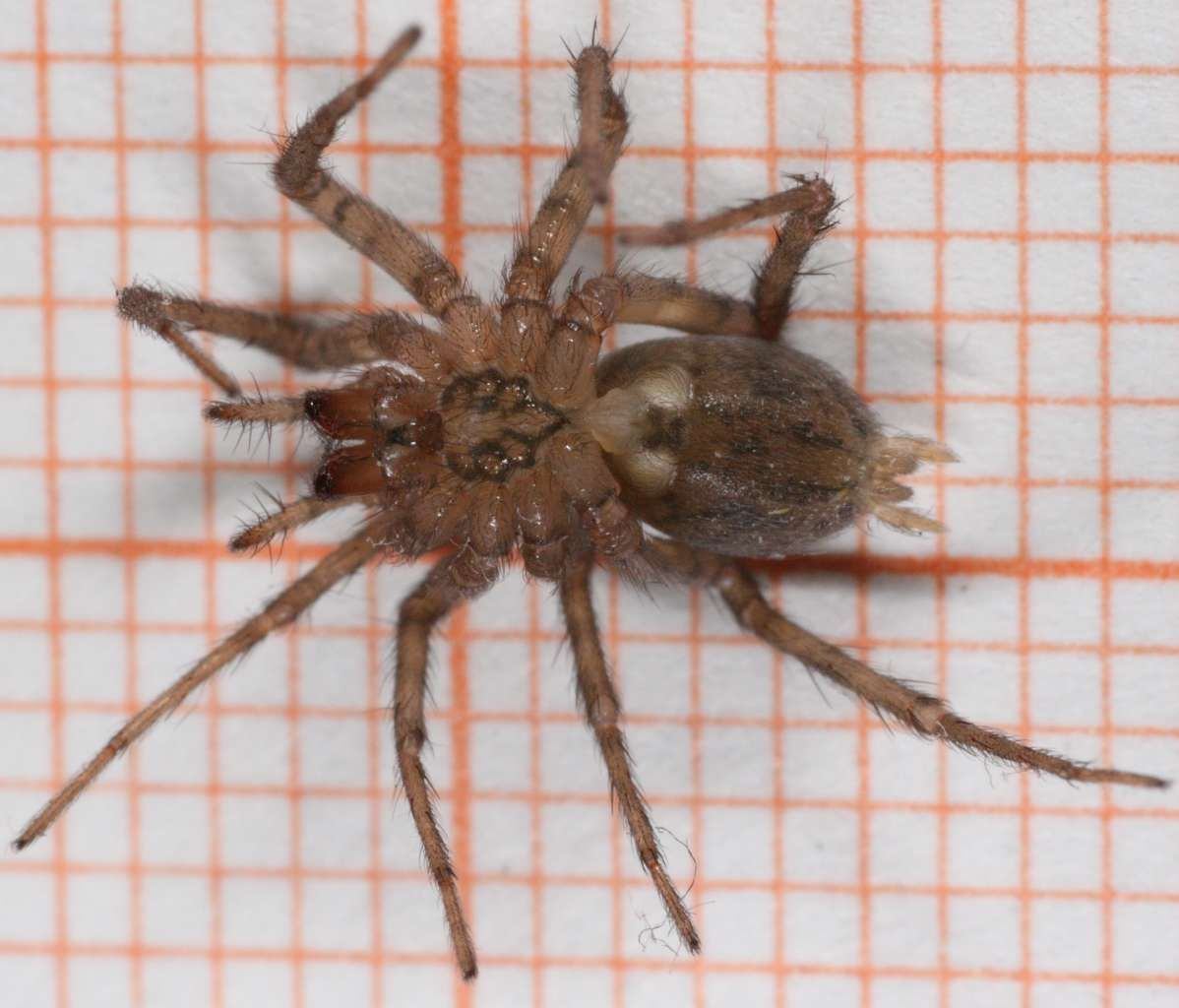
La parte inferior con las verrugas hilar largas

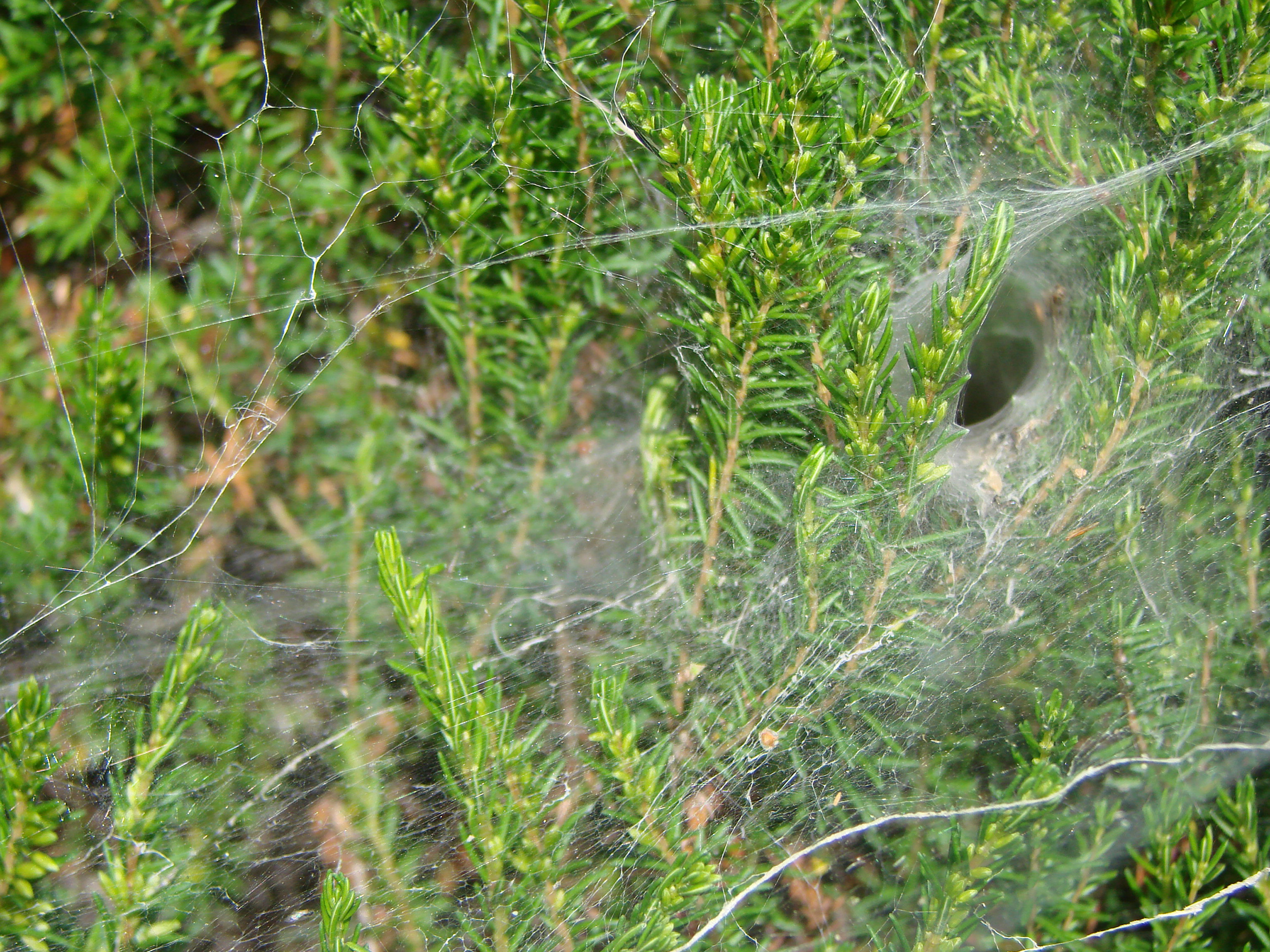
La clásica telaraña infundibuliforme (con forma de embudo) irradiando desde el retiro de la araña,